# Abbaye de Saint-Jean de Bonneval-lès-Thouars
L’abbaye de Saint-Jean de Bonneval-lès-Thouars (également connue sous les noms de abbaye de Saint-Jean de Bonneval-lez-Thouars et abbaye royale de Saint-Jean de Bonneval-lez-Touars ou bien encore Bona Vallis prope Thoarcium en latin) était une abbaye de religieuses bénédictines située à Saint-Jean-de-Thouars dans les Deux-Sèvres en région Nouvelle-Aquitaine.
Au fil des siècles, plusieurs grandes familles françaises lui ont fourni des abbesses, notamment la maison de Thouars, la famille de Brézé, la maison de Maillé, la famille de Chasteigner ou bien encore la maison de Châtillon.

## Toponymie
Du latin Bonæ vallis, le nom « de Bonneval » vient du fait que le monastère était situé en haut d'une vallée fertile arrosée par un ruisseau.

## Histoire

### La fondation
Cette abbaye de l'ordre de Saint-Benoît aurait été fondée vers l'an 900, voire au IXe siècle lorsque Louis le Pieux était encore roi d'Aquitaine. De façon certaine, l'abbaye a reçu des terres en donation en 955 par Aimery II, vicomte de Thouars, puis a été dotée par le roi Lothaire en 973. Par la suite, elle a de nouveau été enrichie par des vicomtes de Thouars, notamment Herbert Ier et son épouse Aldéarde d'Aulnay,.

### Le Moyen Âge
Durant le Moyen Âge, l'abbaye s'enrichit grâce à ses possessions : vignes, moulins, champs céréaliers mais aussi chapelles et églises (comme celle de Saint-Médard de Thouars). De plus, l'abbaye détient le village de Faye-l'Abbesse depuis 973,,.
En 1163, une bulle du pape Alexandre III confirme toutes les possessions de l'abbaye et la place sous la protection du Saint-Siège.

### La tentative de réforme
Louise de Chasteigner est nommée abbesse en 1531 par François Ier. Aux environs de l'année 1533, elle tente d'instaurer la Réforme catholique au sein de l'abbaye mais sans succès,. Elle meurt en 1543 et est remplacée par sa nièce Philippe.

### Le déclin
Philippe de Chasteigner succède à sa tante en 1543. Le 10 novembre 1543, avant qu'elle n'obtienne ses bulles de Rome, le roi François Ier ordonne que les biens meubles de l'abbaye soient saisis.
Le 28 juin 1548, le roi Henri II lui accorde la permission de démissionner au profit de sa sœur Françoise mais elle ne le fait pas.
Finalement, Philippe de Chasteigner se retire à Genève en 1557 avec huit religieuses, toutes converties au protestantisme, pour rejoindre Jean Calvin, ne laissant qu'une seule religieuse au sein de l'abbaye (les autres ayant probablement désertées).
Après cet épisode, l'abbaye fut pillée (par des hérétiques et des huguenots selon l'historien Hugues Imbert).

### Le renouveau
Vers 1560, le roi nomme Gasparde de Clermont-Tonnerre comme abbesse.
Puis, au début du XVIIe siècle, l'abbaye et l'église sont rebâties sous l'impulsion d'Isabelle de Vivonne qui est abbesse de 1590 à 1632.

### Les procès
À compter de 1614, les abbesses successives essayent de recouvrer des terres et des droits perdus en intentant plusieurs procès aux ducs de La Trémoille,, comme par exemple en novembre 1634 lorsque Louise de Chastillon doit défendre les droits de l'abbaye sur le moulin des Roches (dit le « moulin de l'abbesse ») à la suite de l'agression et de l'emprisonnement des meuniers par les officiers du duc Henri Ier de La Trémoille.
Le procès le plus retentissant est l'affaire du « poteau de Faye-l'Abbesse » qui dure près de 17 ans,.
Malgré cela, en 1666, après avoir obtenu la permission du grand vicaire de Poitiers, Henri Ier de La Trémoille offre un morceau de bois issu de la « vraie croix » de l'église collégiale Notre-Dame du château des ducs de La Trémoille à l'abbesse Elisabeth de Chastillon.

### La Révolution française
En 1790, l'abbaye était composée de l'abbesse, de 10 sœurs et de 20 religieuses.
Après avoir été vendu comme bien national en 1791, le domaine de l'abbaye a été presque entièrement rasé durant la Révolution. Le nouveau propriétaire a en effet démoli les bâtiments pour revendre au détail les matériaux exploitables et les pierres ont été converties en chaux.

### La Seconde Guerre mondiale
Durant la Seconde Guerre mondiale, plusieurs habitants de la commune se sont cachés dans les caves souterraines de l'abbaye à l'arrivée des troupes allemandes,.

### La période contemporaine
Après avoir appartenu à la même famille de 1794 à 2016, une partie du domaine est acquise par la commune en 2016 pour transformer le clos de l'abbaye en parc paysager. En 2019, ce qui restait encore dans les mains des descendants des propriétaires depuis le début du XIXe siècle, soit le tiers du parc d'origine et les bâtiments (les communs de l'ancienne abbaye, des souterrains et la maison construite après la Révolution), a été cédé et reste propriété privée.
Très occasionnellement, des messes continuent d'être célébrées dans l'église de la commune.
En 2024, les bénévoles de l'Association pour la sauvegarde du patrimoine de Saint-Jean-de-Thouars poursuivent toujours les travaux de rénovation,.

## Propriétés et revenus
Selon le rapport de Charles Colbert de Croissy établi en 1664, et alors que l'abbesse est Elisabeth de Chatillon, l'abbaye dispose de 6 000 livres de rente de revenu, sans compter les pensions des religieuses.
À la fin du XVIIIe siècle, le revenu est estimé à 12 000 livres,.

## Description
L'abbaye comprenait une chapelle, le logis de l'abbesse, un dortoir, un réfectoire, une bibliothèque, une apothicairerie, des cuisines, un hospice, des écuries, un lavoir, une petite fontaine, un verger et un potager.
Les bâtiments toujours existants aujourd'hui sont les suivants : 
- l'église paroissiale du village (la chapelle abbatiale, qui était contiguë, a été totalement démantelée sous la Révolution française)
- deux lavoirs
- un lavoir-séchoir (daté du XVIIe siècle)
- un pigeonnier du XIXe siècle (celui de l'abbaye a disparu lors du démantèlement post-révolutionnaire)
- un petit pont
- la fontaine des trois-Marie
- le porche du pavillon de l’abbesse (daté du XVIIIe siècle[37])
- les souterrains
- les anciens communs (four à pain, pressoir, étables)

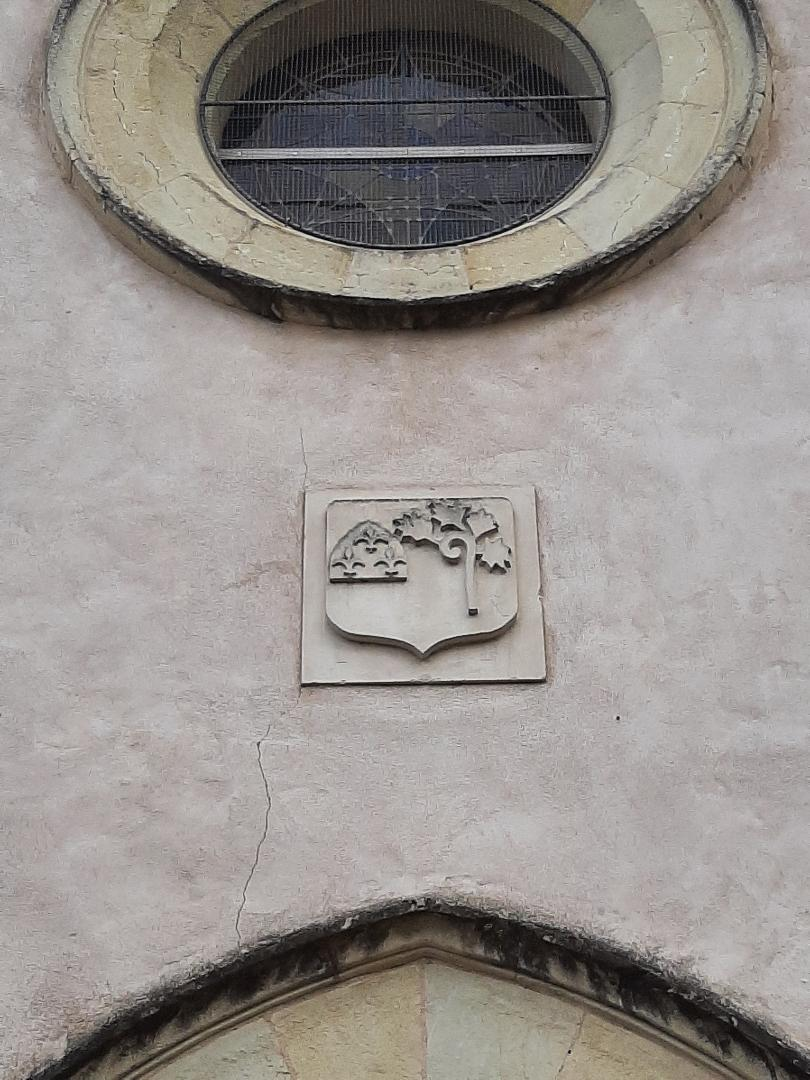
Blason (moderne) situé au-dessus de la porte de l'église paroissiale de Saint-Jean-de-Thouars.

### La fontaine des trois-Marie
Cette fontaine, datée du XVIe siècle ou du XVIIe siècle, a été construite en pierres de taille à proximité immédiate d'un bassin avec un système de relevage des eaux, lui-même situé près du ru qui traverse le parc. La fontaine rend hommage à trois saintes (Marie Madeleine, Marie Salomé et Marie Cléophas) représentées par des statuettes logées dans des niches.

## Héraldique
Un blason, reproduisant les armes des abbesses de jadis, est situé au-dessus de la porte de l'église paroissiale de la commune. Il est marqué des armes de la famille de France afin d’affirmer la fondation royale de l’abbaye. Ces fleurs de lys sont associées à une crosse en dedans ornée de feuilles, peut-être de houx ou de chêne vert,.
Ce blason n'est pas sans rappeler le sceau de Jeanne de Maillé (abbesse de 1475 à 1488) décrit comme tel : « écu fascé, ondé et adossé à une crosse ».

## Sceau
Le seul sceau connu de l’abbaye est daté du XVe siècle. Il représente saint Jean Baptiste, debout et de face dans une niche gothique, vêtu d’un manteau et tenant dans ses bras l’agneau pascal,.
Ce sceau porte la mention de l’abbaye en latin : S(igillum) Abbatisse Cove(n)tus S(an)cti Johannis Bonnevallis,.

## Abbesses
Au moins quarante-neuf abbesses se succèdent à la tête de l'abbaye,,, :
- Aremburge 1re (973)
- Aremburge II (1144, 1146)
- Adélaïde (1169)
- Clémence (1202)
- Catherine (1223)
- Jehanne 1re
- Agnès du Perche (1239)
- Matha (1295)
- Marguerite de Suillé (1297)
- Massea (1307)
- Percevalle de Chouppes (1331, 1339)[49]
- Isabelle de Thouars (1340-1359), parente de Louis Ier de Thouars
- Aliénor de Parthenay (1362-1374)
- Josepha (1376)
- Pernelle ou Pétronille Rouande ou Ruarde (1379, 1393)
- Renée-Pernelle de Sonzay (1396)
- Pétronille de Brézé (1410)
- Yvonne de Brézé (1412-1418)
- Guillemette 1re de Brézé (1419)
- Agnès de Rochechouart (1420)
- Guillemette II de Brézé (1424-1427)
- Jehanne II de Maillé (1427-1439)
- Aliénor de Maillé (1439-1475)
- Jehanne III de Maillé (1475-1488)
- Jehanne IV de Maillé (1488-1493)
- Marie d'Amboise, Catherine II de Chivré, Madeleine de Bourbon (entre 1493 et 1528)
- Jehanne V de Chivré (1528-1531)
- Catherine III de Chivré
- Louise de Chasteigner (1532-1543)
- Philippe de Chasteigner (1543-1557)
- Gasparde de Clermont-Tonnerre (1560)
- A. Tiercelin (1579)
- Agnès de Saint-Simon (1590)
- Isabelle de Vivonne de la Chasteigneraie (1590-1632)
- Louise de Châtillon (1625-1646)
- Elisabeth de Châtillon (1646-1668)
- Marie-Françoise-Yolande de Châtillon (1668-1676)
- Magdelaine-Angélique-Marie de Châtillon (1676-1708)
- Françoise-Marie-Anne de Châtillon (1708-1719)
- Elisabeth Lepicard (1719-1734)
- Henriette Foucault (1734-1750)
- Charlotte de Saint-Chamans (1750-1758)[50]
- Dame Bouchard d'Esparbès de Lussan d'Aubeterre[50] (1758-1773)
- Marie de la Guiche (1773-1777)
- Françoise Barthon de Montbart (1778-1781)[51]
- Jeanne de Barton (1781-1786)
- Louise de This ou Louise-Étiennette de Thy (1786-1790)

## MisselMS. Douce 313
Écrit au milieu du XIVe siècle, un missel romain franciscain a été conservé pendant au moins deux siècles à l'abbaye,. Ce missel était utilisé comme livre de messe au sein du couvent en 1606.
À l'intérieur, on y trouve une inscription manuscrite : « Ce missel m'a esté donné par mad°. de Chatillon abesse de St Jean de Bonneval le 10° aoust 1703. Foucault »,. Même si on ignore pourquoi Magdelaine-Angélique-Marie de Châtillon a décidé de s'en séparer, nous savons qu'elle l'a offert au bibliophile Nicolas-Joseph Foucault en 1703 (soit quelques années après qu'Henriette, la fille de ce dernier, ne prenne l'habit) puis qu'il s'est retrouvé en Angleterre après la Révolution française avant d'être acquis par Francis Douce vers 1828.
Depuis 1834, ce livre liturgique fait partie des possessions de la bibliothèque Bodléienne sous le nom « MS. Douce 313 ».

## Personnalités liées
- Aimery II, vicomte de Thouars, qui fit un don de terres à l'abbaye en 955[6].
- La famille de Brézé et la maison de Maillé qui fournissent pas moins de huit abbesses à l'abbaye au cours du XVe siècle[20].
- Louise et Philippe de Chasteigner, abbesses du XVIe siècle issues de la famille de Chasteigner.
- La maison de Châtillon dont cinq membres occupent successivement des charges au sein de l'abbaye entre 1625 et 1719 : Louise de Châtillon, Elisabeth de Châtillon, Marie-Françoise-Yolande de Châtillon, Magdelaine-Angélique-Marie de Châtillon puis Françoise-Marie-Anne de Châtillon.
- Henriette Foucault, née à Pau le 20 juin 1684, fille de Nicolas-Joseph Foucault et de Marie de Jassaud, elle est la nièce de Claude Foucault abbesse de l'abbaye Notre-Dame de Gercy. En 1699, à l'âge de 14 ans et demi, elle prend l'habit en apportant au monastère une dot de 2 000 livres et reçoit pour elle une pension viagère de 300 livres[58]. Elle prend la tête de l'abbaye de 1734 à 1750[20].

## Galerie
L'abbaye est représentée sur deux œuvres de Louis Boudan, dont une qui lui est entièrement consacrée :
|  |  | Veüe de l'Abbaye de St Jean de Bonneval, en Poictou, prez la ville de Thouars Auteur : Louis Boudan Date : 1699 Technique : Estampe (lavis d'encre de Chine et aquarelle) Dimensions : 32,6 x 28,7 cm (f.), 29,7 x 25,6 cm (tr. c.) Propriétaire : Collection Gaignières Commentaire : Représentation des différents bâtiments de l'abbaye en 1699. Sur la droite, on distingue la chapelle abbatiale, l'église paroissiale et un cimetière. Au premier plan, sont représentés le verger et le potager de l'abbaye, parcourus par un ru. |

|  |  | Plan general du chasteau jardins terraces de THOUARS, en poictou à sept lieües de Saumur. Auteur : Louis Boudan Date : 1699 Technique : Estampe (lavis d'encre de Chine et aquarelle) Dimensions : 33,3 x 29 cm (f.), 30 x 25,8 cm (tr. c.) Propriétaire : Collection Gaignières Commentaire : Représentation du château des ducs de La Trémoille, de l'orangerie, des écuries et du potager. On distingue le prieuré Saint-Nicolas-du-Roc sur la droite et la paroisse Notre-Dame-du-Château au premier plan. On aperçoit l'abbaye de Saint-Jean de Bonneval-lès-Thouars en arrière-plan. |

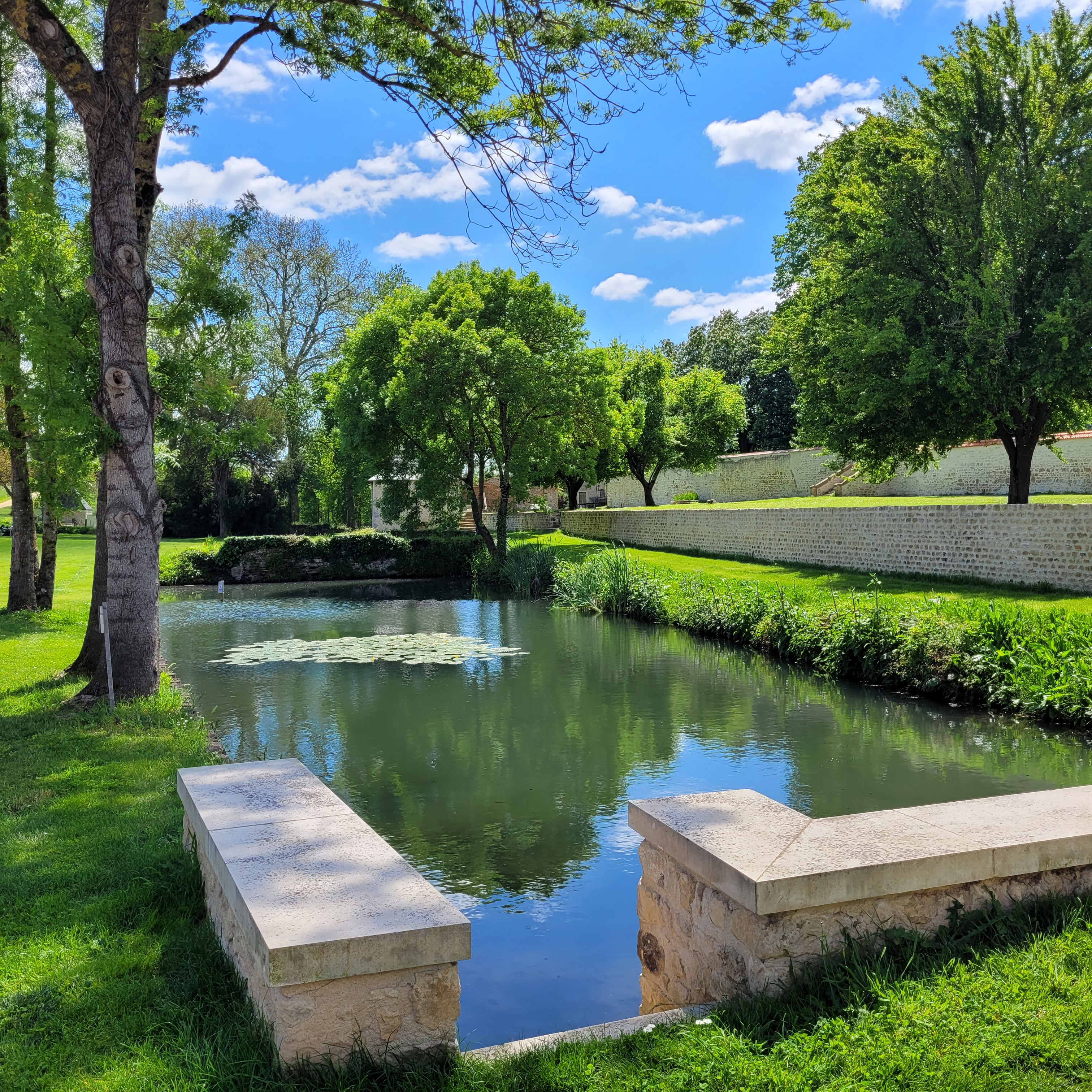
L'un des bassins du parc de l'abbaye.
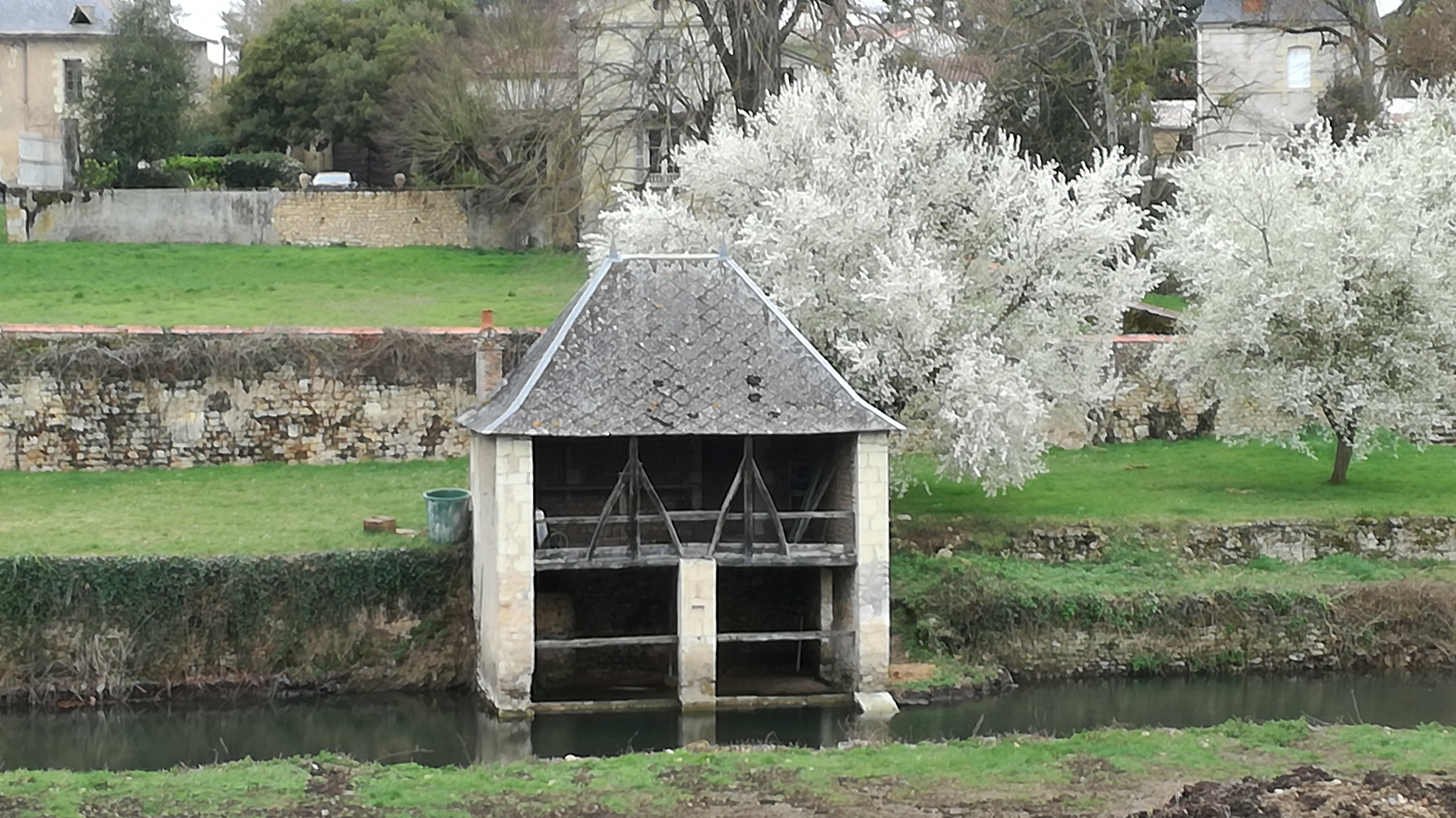
Aperçu du lavoir-séchoir daté du XVIIe siècle et situé au cœur du parc de l'abbaye (avant sa rénovation).
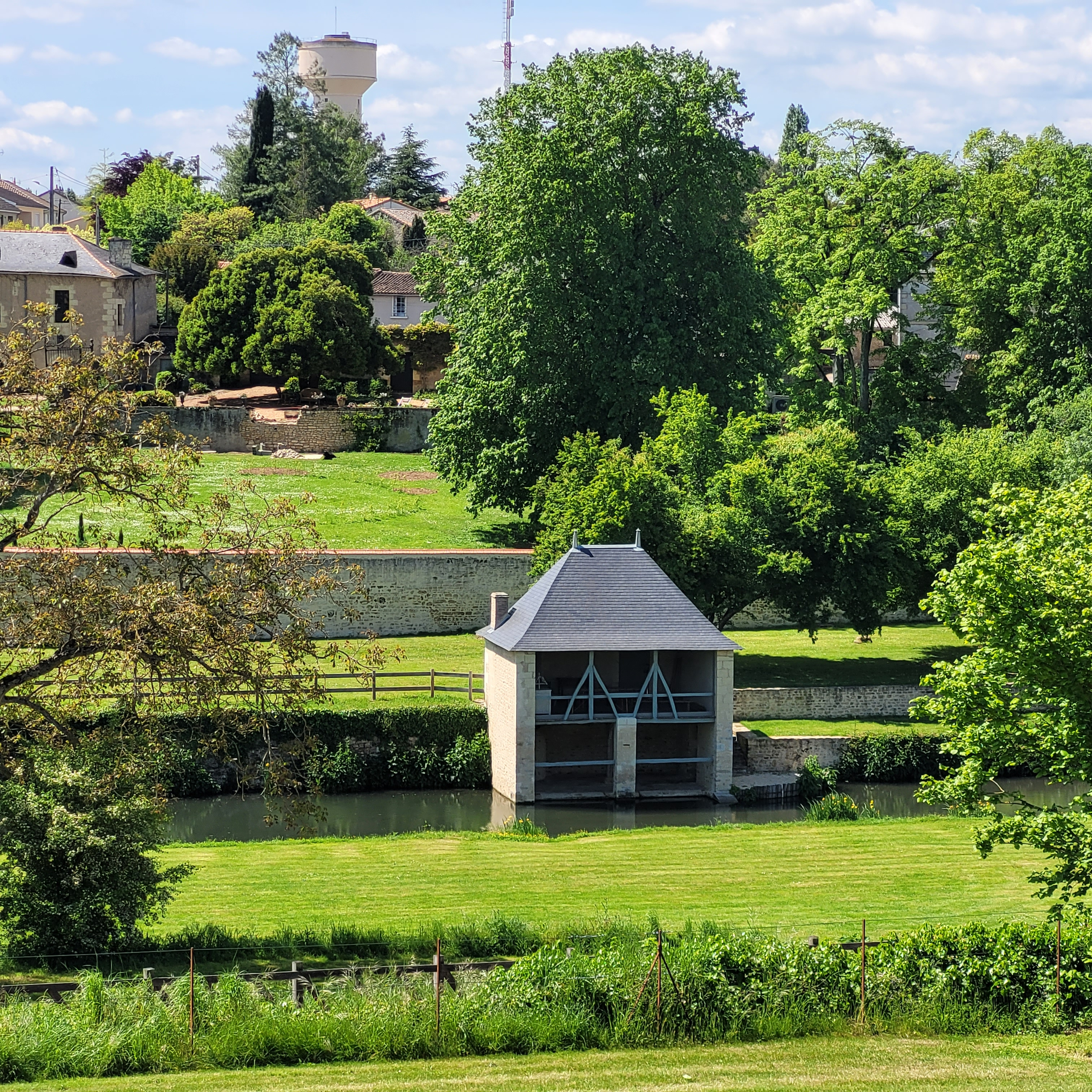
Lavoir-séchoir après sa restauration.
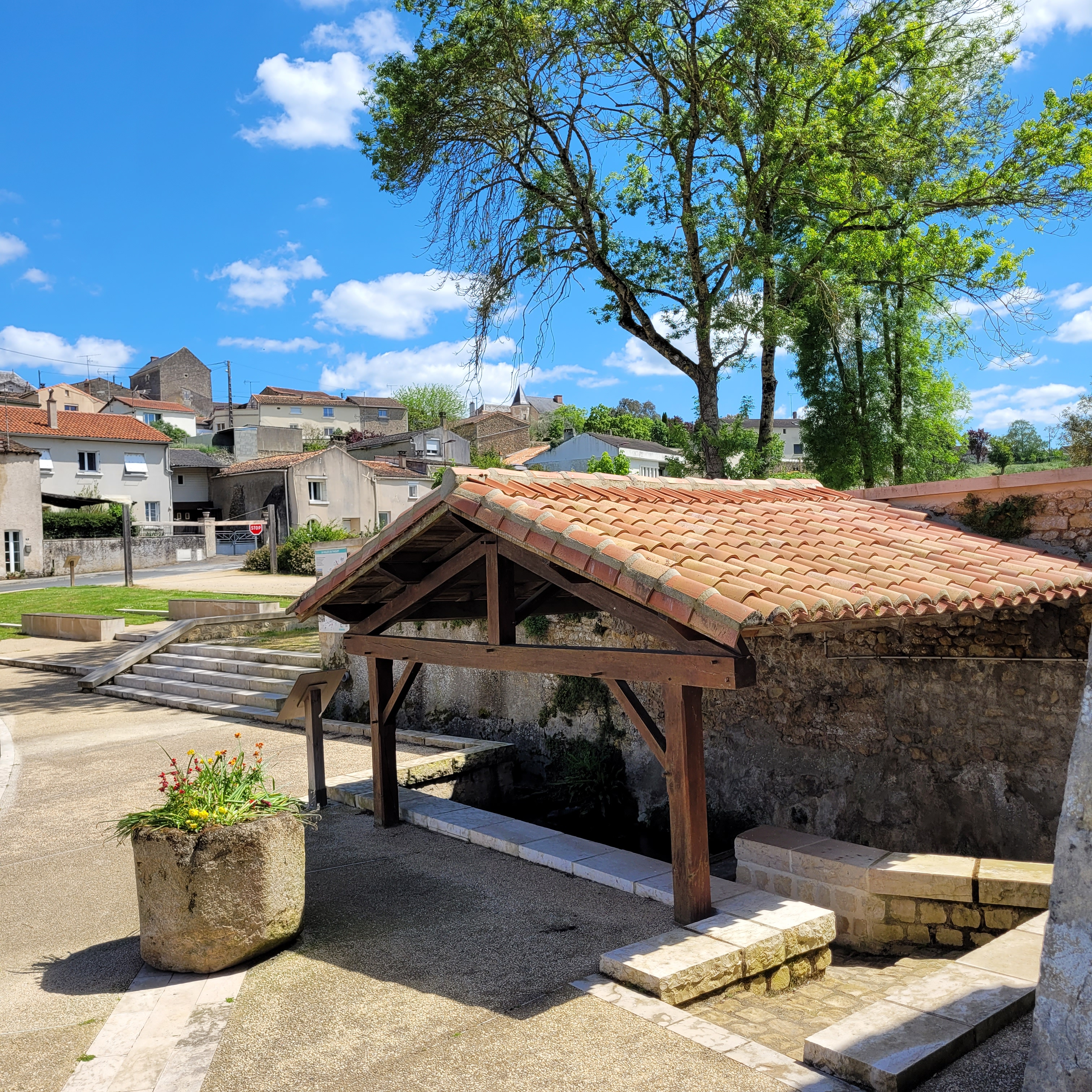
Lavoir situé au pied de l'église Saint-Jean.
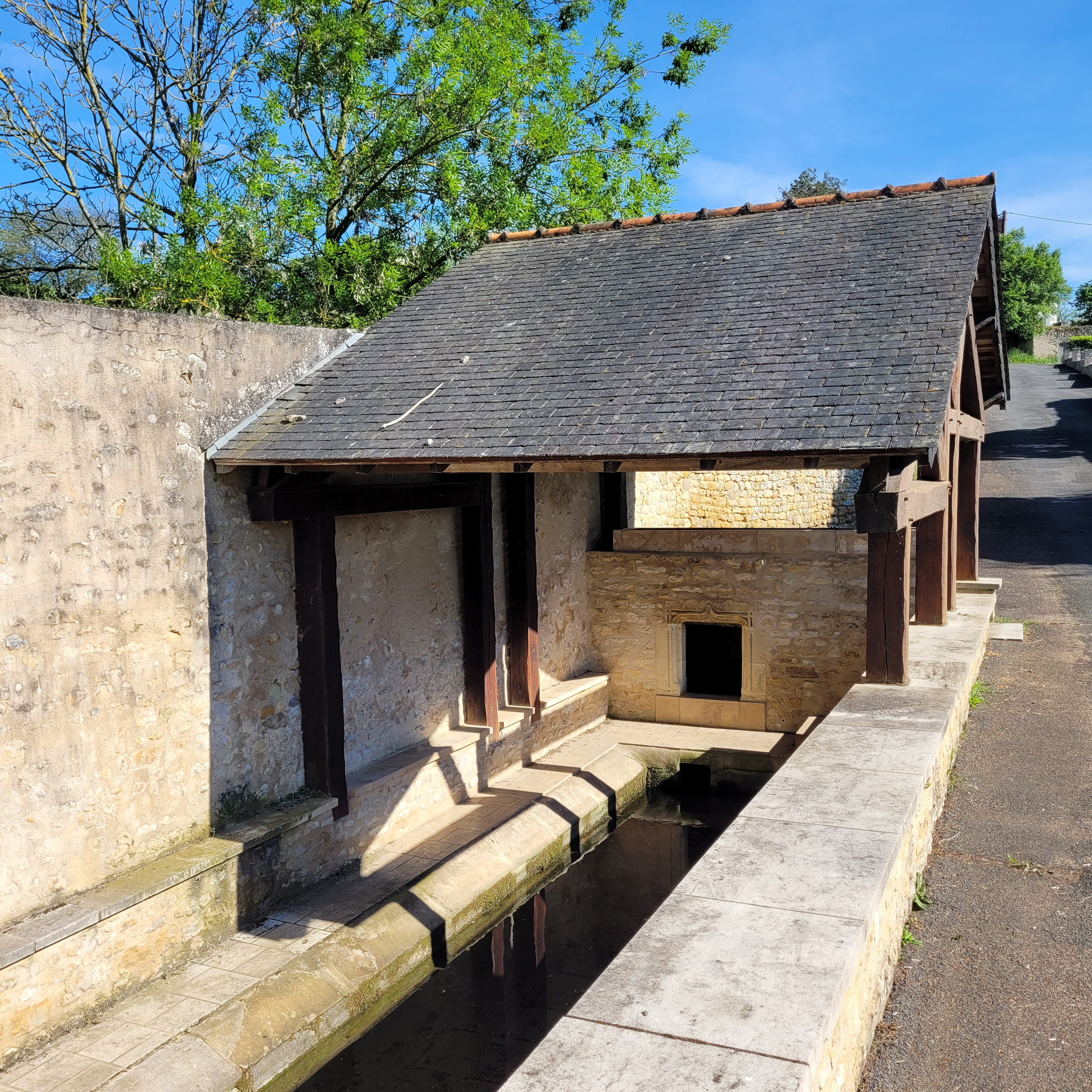
Lavoir du Tour Girault.

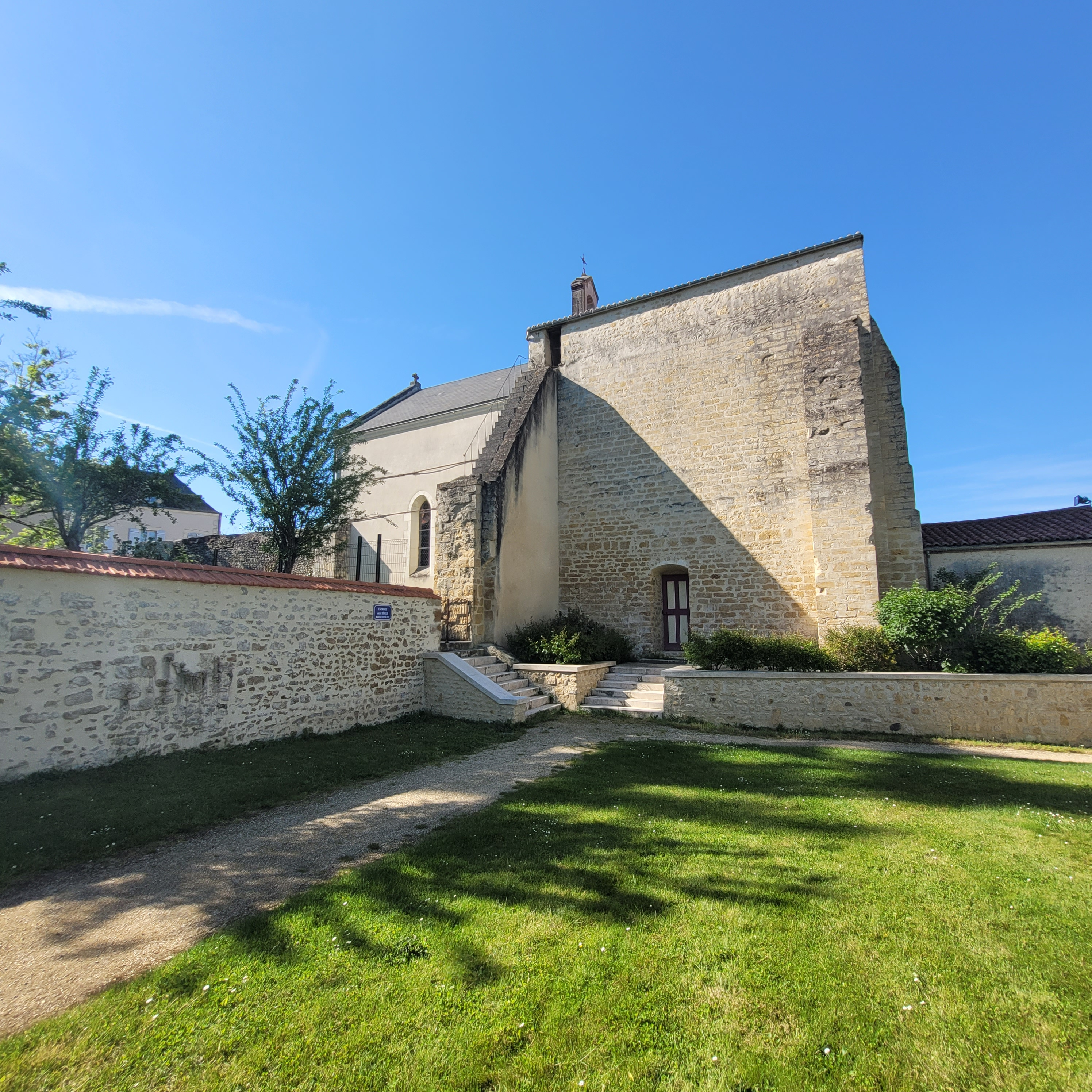
Esplanade André Béville (du nom du maire de la commune de 2001 à 2022) située à côté de l'église Saint-Jean.
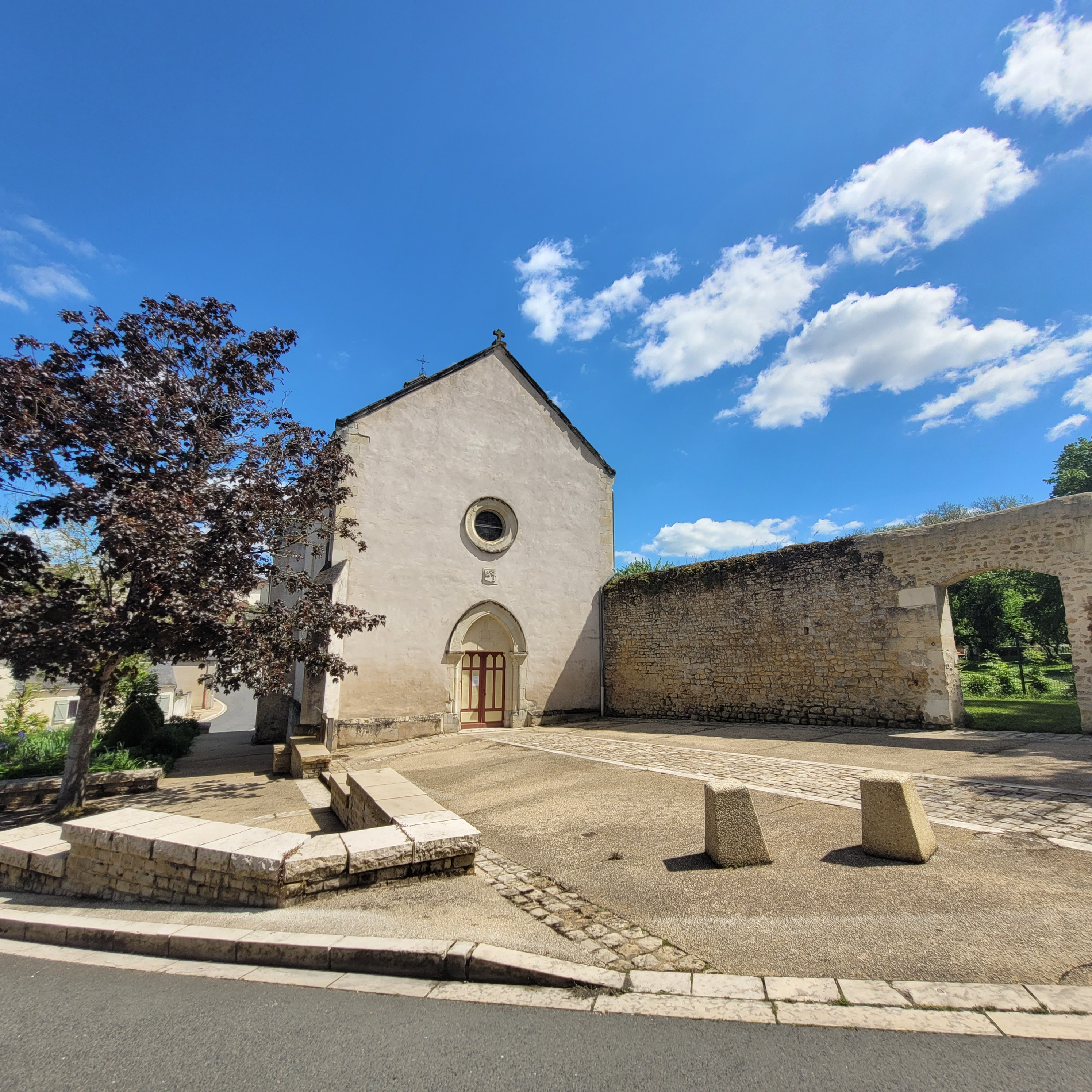
Parvis de l’église paroissiale du XIXe siècle (à ne pas confondre avec la chapelle de l’abbaye qui a été totalement détruite sous la Révolution française).
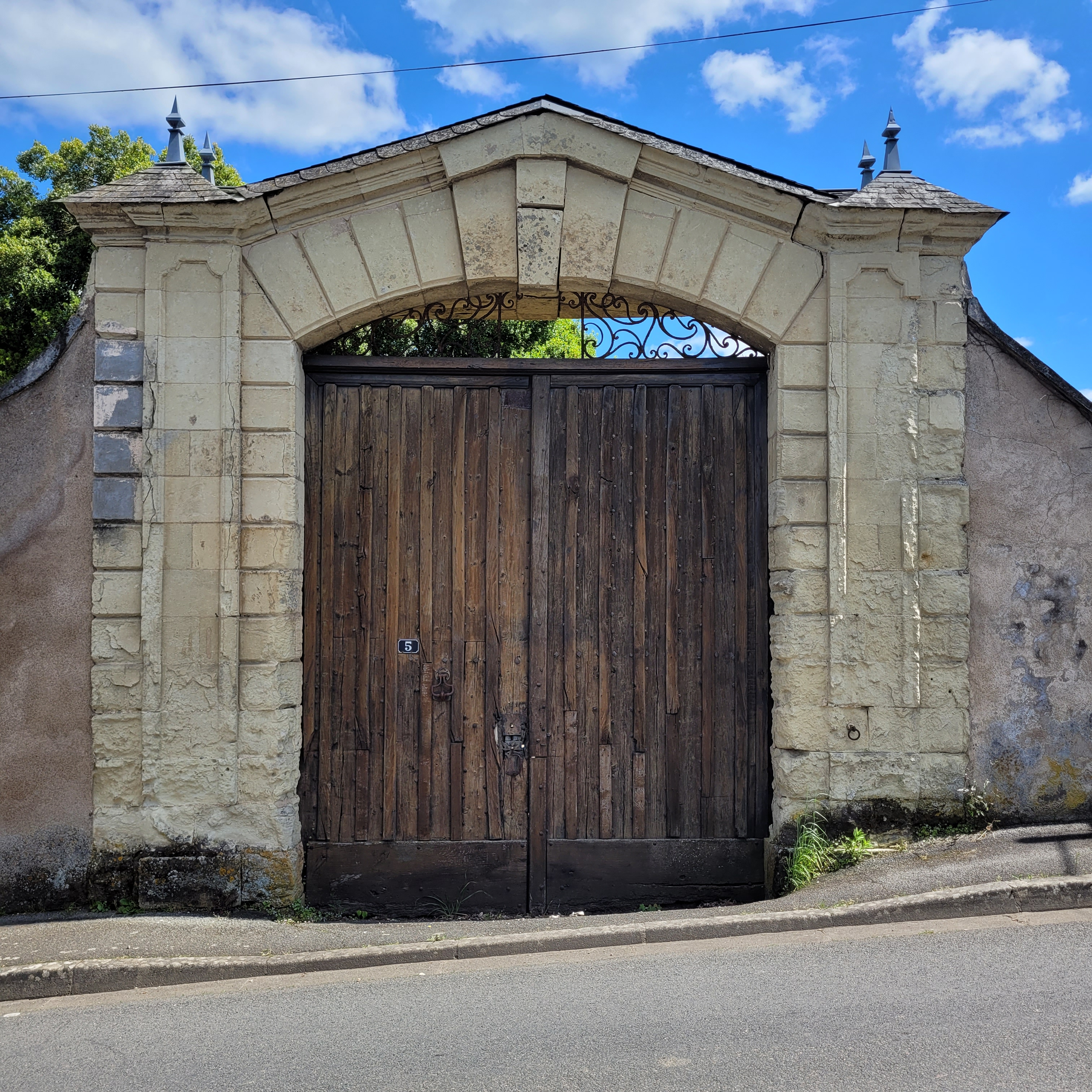
Porche du pavillon de l'abbesse daté du XVIIIe siècle.
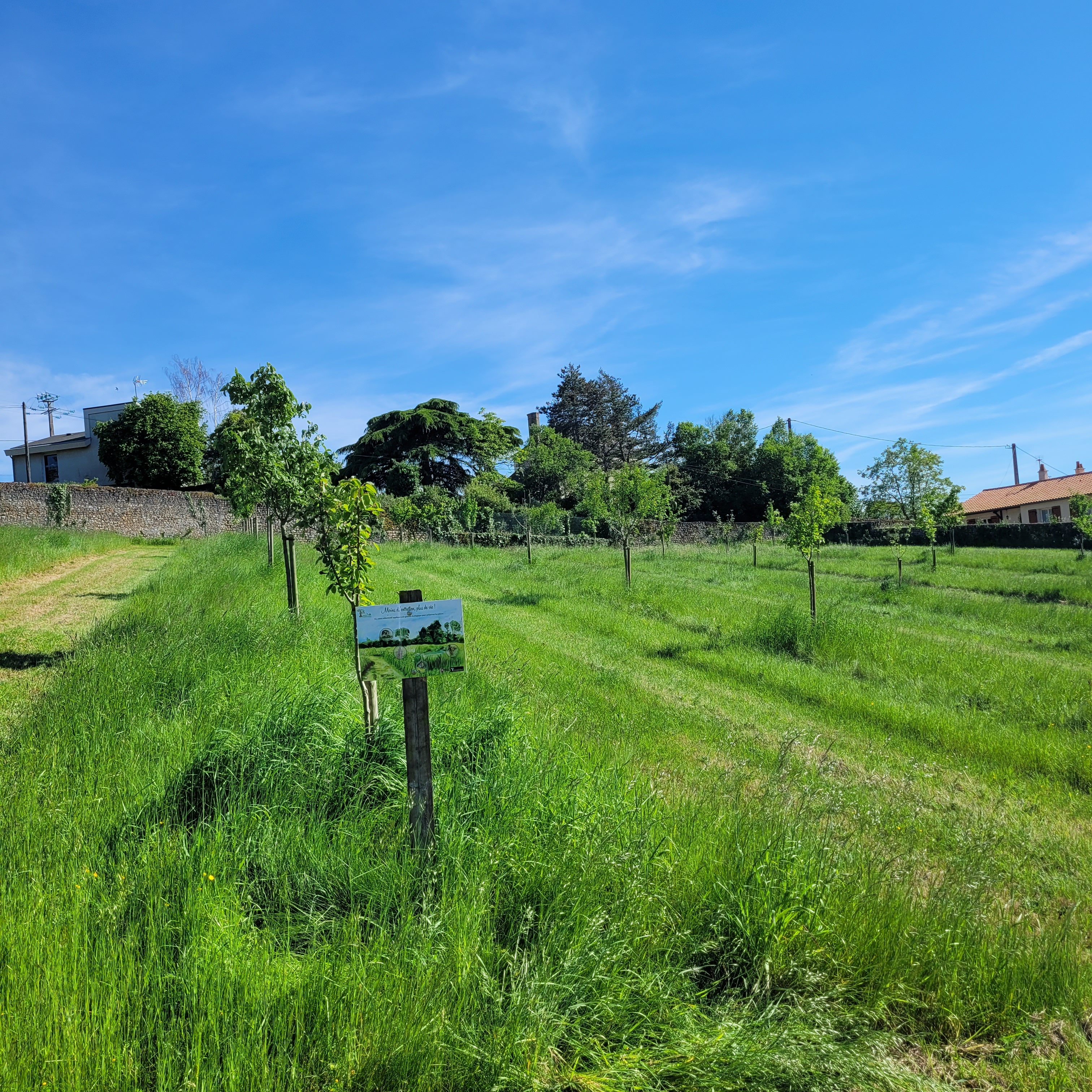
Verger participatif situé au cœur du parc de l'abbaye.